# Porsche 89P
La Porsche 89P è una vettura da competizione realizzata dalla Porsche nel 1987.

## Sviluppo
Nel 1987 la Porsche annunciò il suo impiego ufficiale nelle gare della formula americana CART. Ciò per rafforzare la presenza dell'azienda tedesca in territorio statunitense, dove si trovava una buona fetta della sua clientela. Per la sua realizzazione, si ricorse al supporto del costruttore britannico March.

## Tecnica
La 89P venne progettata per poter ospitare due diversi telai forniti dalla March, uno adatto ai percorsi tortuosi e l'altro impiegabile negli ovali. Come propulsore venne montato un V8 2.6 sovralimentato abbinato a un turbocompressore. Il raffreddamento di tale motore, che raggiungeva una potenza pari a 700 CV, avveniva tramite un sistema ad acqua in quanto il regolamento del campionato impediva l'utilizzo dell'intercooler. 

## Attività sportiva
Come pilota venne scelto l'italiano Teo Fabi. Quest'ultimo arrivò decimo in classifica generale con 44 punti nella stagione 1988. In quella successiva i ebbero risultati migliori, con la vittoria di Mid-Ohio e la conquista di due secondi posti e di una terza piazza. Nel 1990, ultimo anno di partecipazione al campionato, Fabi ottenne un unico terzo posto e una pole position a Denver. A causa del mancato ritorno economico, la Porsche decise di abbandonare la serie statunitense per concentrarsi nuovamente sulle vetture Sport.